# اينار جان آس
اينار جان آس (بالنرويجية البوكمول: Einar Aas)‏ (12 أكتوبر 1955 في النرويج - ) هو لاعب كرة قدم نرويجي في مركز قلب الدفاع. شارك مع منتخب النرويج تحت 21 سنة لكرة القدم ومنتخب النرويج لكرة القدم. أما مع النوادي، فقد لعب مع أوستريا فيينا وبايرن ميونخ ونوتينغهام فورست وMoss FK ‏.

## وصلات خارجية
- اينار جان آس على موقع الاتحاد الأوربي (الإنجليزية)
- اينار جان آس على موقع اتحاد النرويج (النرويجية)
- اينار جان آس على موقع قاعدة بيانات كرة القدم.إي يو (الإنجليزية)
- اينار جان آس على موقع بيانات كرة القدم. دي إي (الألمانية)
- اينار جان آس على موقع ناشيونال فوتبول تيمز (الإنجليزية)
- اينار جان آس على موقع عالم كرة القدم.نت (الإنجليزية)